# Good to See You Again, Alice Cooper
Good to See You Again, Alice Cooper är en spelfilm som är inspelad 1973 på två konserter av Alice Cooper under turnén "Billion Dollar Babies". Den släpptes på DVD 2005.

## Låtlista
1. "The Lady Is A Tramp" (Studio segment)
2. "Hello Hooray"
3. "Billion Dollar Babies"
4. "Elected"
5. "I'm Eighteen"
6. "Raped And Freezin'"
7. "No More Mr. Nice Guy"
8. "My Stars"
9. "Unfinished Sweet"
10. "Sick Things"
11. "Dead Babies"
12. "I Love The Dead"
13. "School's Out"
14. "Under My Wheels"

## Medverkande
1. Alice Cooper - sång
2. Dennis Dunaway - bas
3. Michael Bruce - gitarr
4. Neal Smith - trummor
5. Glen Buxton - gitarr
6. Mick Mashbir  - gitarr
7. Bob Dolin - keyboard
8. James Randi - dansare
9. Cindy Smith - dansare
10. Richard M. Dixon - President Nixon